# Anaïs Schaaff
Anaïs Schaaff Moll (Barcelona, 1974) es una escritora, guionista y directora de programas de televisión española.

## Trayectoria
Hija del realizador Sergi Schaaff y de la actriz Àngels Moll, estudió Humanidades en la Universidad Pompeu Fabra, también dirección y dramaturgia en el Instituto del Teatro de Barcelona.
Estrenó textos teatrales en catalán, que también dirigía, con la compañía Postfestum, como Un dia després (2000), L'home res (2002) y Pathétique (2003). 
Debutó como guionista del concurso creado por su padre, Saber y ganar y del infantil Los Lunnis, ambos en TVE. Posteriormente, entró a formar parte del equipo de guionistas de la serie de la autonómica catalana, TV3 Ventdelplà (2005-2010), donde conoce a  Pablo y Javier Olivares. Junto a este último, creó la serie también para TV3, Kubala, Moreno i Manchón. También fue guionista en las series de Televisión Española, Isabel (2014), sobre la Reina Isabel I de Castilla, Víctor Ros (2014) y La sonata del silencio (2016), basada en la novela homónima de Paloma Sánchez-Garnica. 
En 2013, junto con Javier Olivares y su hermana Abigail, creó la productora Cliffhanger TV con la que produjeron y escribieron la serie El Ministerio del Tiempo.  En 2016 publicó su primera novela El tiempo es el que es, coescrita junto a Javier Pascual, una historia no incluida en esa ficción..Con la productora también hizo la serie Si fueras tú (2017), para la plataforma RTVEPlay.  
En 2022 creó, junto a Joaquín Oristrell, y Jordi Calafí la serie La última, protagonizada por Miguel Bernardeau y la cantante Aitana, para Disney+.También firmó el guion de la serie de TV3, Cucut.  Al año siguiente, a la muerte de su padre, se convirtió en codirectora del programa Saber y ganar junto a su hermana Abigail Schaaff.
En 2024 participó en Sergi Schaaff: la bestia televisiva, un documental de RTVE, dirigido por Pilar Ruiz Cruz y Judith Fernández Escobar, sobre la trayectoria profesional de su padre en el audiovisual español. 

## Series
- Ventdelplà (2005-2010, TV3)
- Kubala, Moreno y Manchón ( 2011-2014, TV3) [4]
- Víctor Ros (2014, La 1) [5]
- Isabel (2014, La 1) . [6]
- El Ministerio del Tempo (2015-2017, La 1) [8]
- La sonata del silencio (2016, La 1) [7]
- Si fueras tú (2017, RTVE Play) [11]
- Cucut (2022, TV3) [13]
- La última (2022, Disney+).  [16]

## Libros
- El tiempo es el que es (2016, Plaza y Janés) ISBN  9788401016974 [10][17]

## Reconocimientos
En 2015, Anaïs Schaaff, junto a Javier y Pablo Olivares, fue reconocida con el Premio a mejor guion en el Festival MiM Series por El Ministerio del Tiempo. Al año siguiente, Schaaff, ganó el premio el Premio ALMA a mejor guion de serie, concedido por el Sindicato de Guionistas Alma, junto al resto de equipo de guion de la segunda temporada de dicha serie compuesto por Diana Rojo, Juanjo Muñoz, Peris Romano, David Sainz, Borja Cobeaga, Diego San José Castellano, Javier Pascual, Carlos de Pando y Javier Olivares,. 
También en 2016, y por esa serie, ganó el Premio Iris de Televisión Mejor Guion, junto a sus compañeros de guion, y el Premio Iris  Mejor Dirección junto a Marc Vigil, Jorge Dorado, Paco Plaza y Javier Ruíz. Galardones otorgados anualmente por la Academia de Televisión y de las Ciencias y Artes del Audiovisual.  